# Runcu (Gorj)
Pour les articles homonymes, voir Runcu.
Runcu est une commune du județ de Gorj en Roumanie.